# 1935年新竹-台中地震

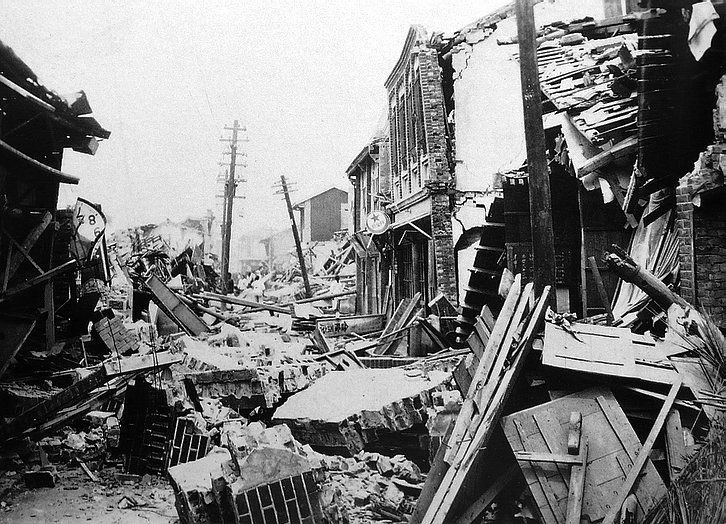
地震後的街景

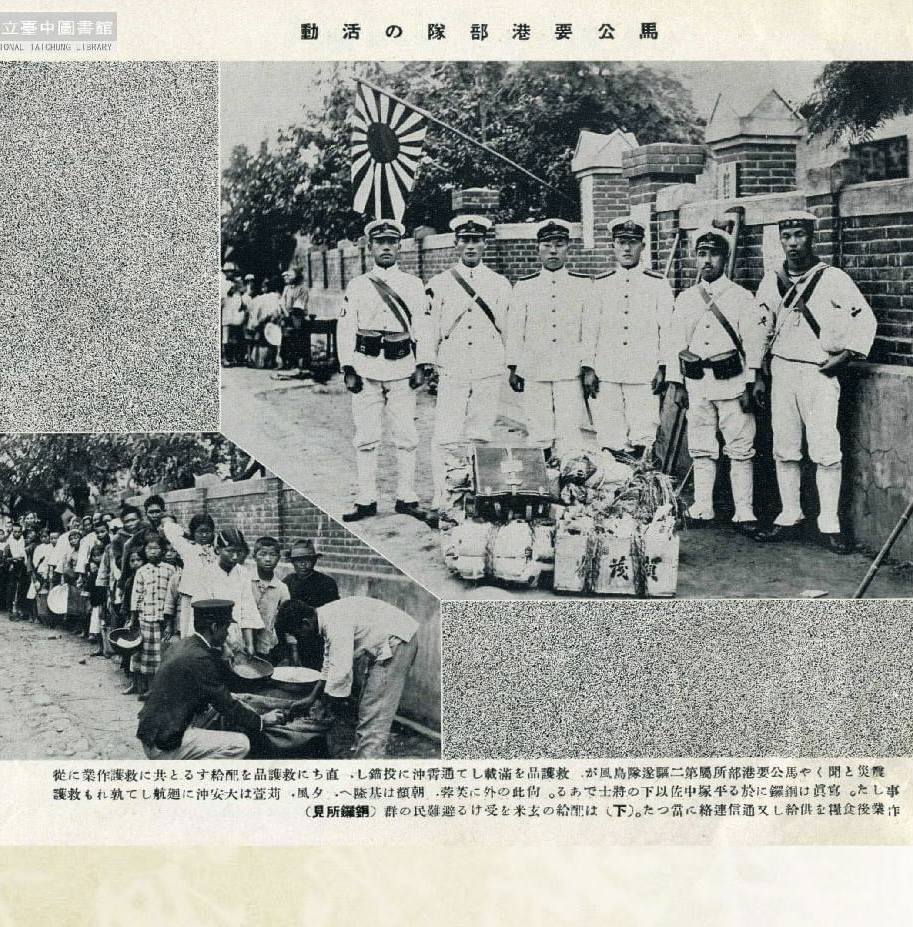
地震後，日本帝國海軍馬公要港部官兵於苗栗郡銅鑼庄發放物資給予災民

1935年新竹-臺中地震是一起發生於1935年（昭和10年）4月21日清晨6時2分16秒的地震，其芮氏規模為7.1，震央位於臺灣臺中市北北東30公里處的大安溪中游。因其震央位於今苗栗縣三義鄉鯉魚潭水庫及關刀山一帶，又名關刀山地震、三義大地震；又因內埔屯子腳（舊稱「墩仔腳」，今臺中市后里區）及清水街（今臺中市清水區）一帶災情最為慘重，又名后里大地震、清水大地震、屯子腳大地震或墩仔腳大地震。該地震有感區域幾乎遍布臺灣全島，並造成新竹州及臺中州（約今新竹縣市、苗栗縣、臺中市一帶）3,276人死亡，12,053人受傷，房屋全倒達17,907戶，半倒則有36,781戶，是自1906年梅山地震後再度重創臺灣的地震，也是臺灣有史以來傷亡最慘重的自然災害。之後臺灣總督府設置「震災地復興委員會」（依昭和10年4月29日訓令第25號）推動災後復興事業，並陸續於新竹、大武、新港（成功）、宜蘭等地設立地震觀察站，以增強對地震的觀測與瞭解。

## 地質背景
新竹臺中地震造成苗栗及臺中三條之間長度分別為12公里、5公里及14公里的地表破裂，屬於破壞性大的淺層地震，主要發生於獅潭斷層與屯子腳斷層兩條地震斷層，其中獅潭斷層位於新竹州大湖郡獅潭庄（今苗栗縣獅潭鄉竹木村）向北延伸至今天的三灣鄉大河村，長約12公里，為逆移斷層，地震時造成最大地表垂直抬升量約3公尺。而屯子腳斷層位在臺中州豐原郡內埔庄（今臺中市后里區），向西南延伸經內埔至清泉崗，長約14公里，為右移斷層，地震時最大右移量約1.5公尺。

## 受災情況
新竹臺中地震之受害總面積達315平方公里，受害地區為新竹州與臺中州，災情最慘重的區域包括新竹州的竹東、竹南、苗栗、大湖各郡，與臺中州的東勢、豐原、大甲各郡。其中又以豐原郡內埔庄與神岡庄、大甲郡清水街，及新竹州苗栗郡銅鑼庄、公館庄與竹南郡南庄、三灣庄等地受災最為嚴重。學者分析，新竹州（當時行政區包括桃、竹、苗三縣市）全倒房屋是臺中州（當時行政區包括中、彰、投三縣市）的二倍，但死亡人數是臺中州的四分之三，主要原因是地震發生在星期日早上六點零二分，新竹州主要災區以客家人務農為主，生活習慣是早睡早起，地震發生時許多人已在田地或其他場所工作；臺中州主要災區以鶴佬人從商的居多數，有交際應酬的習慣造成較晚睡而晚起，地震時大多數人還在睡夢中。嚴重度以今台中市后里區最為嚴重。
| 州     | 郡/市  | 死亡人數 | 受傷人數 | 住家（戶）全壞 | 住家（戶）半壞 | 大破  | 小破   |
| ------ | ------ | -------- | -------- | -------------- | -------------- | ----- | ------ |
| 新竹州 | 新竹市 | 4        | 19       | 85             | 136            | 148   | 529    |
| 新竹州 | 新竹郡 | -        | 5        | 29             | 49             | 34    | 117    |
| 新竹州 | 中壢郡 | -        | 3        | -              | -              | -     | -      |
| 新竹州 | 竹東郡 | 14       | 150      | 1,468          | 988            | 686   | 1,191  |
| 新竹州 | 竹南郡 | 328      | 1,208    | 3,587          | 2,355          | 1,622 | 2,449  |
| 新竹州 | 苗栗郡 | 794      | 2,555    | 5,388          | 2,541          | 2,010 | 3,252  |
| 新竹州 | 大湖郡 | 229      | 656      | 1,756          | 825            | 546   | 584    |
| 新竹州 | 合計   | 1,369    | 4,596    | 12,313         | 6,897          | 5,047 | 8,125  |
| 臺中州 | 彰化市 | 2        | 4        | 9              | 34             | 67    | 130    |
| 臺中州 | 大屯郡 | -        | 2        | 1              | 4              | 1     | 6      |
| 臺中州 | 東勢郡 | 28       | 250      | 427            | 486            | 347   | 2,423  |
| 臺中州 | 豐原郡 | 1,494    | 5,913    | 2,743          | 737            | 2,339 | 2,199  |
| 臺中州 | 大甲郡 | 386      | 1,206    | 2,330          | 3,070          | 1,597 | 2,303  |
| 臺中州 | 彰化郡 | -        | 5        | 12             | 16             | 31    | 42     |
| 臺中州 | 合計   | 1,910    | 7,380    | 5,522          | 4,347          | 4,382 | 7,103  |
| 總計   | 總計   | 3,279    | 11,976   | 17,835         | 11,244         | 9,429 | 15,228 |

### 傷亡
地震共造成3,276人死亡，受傷者則有11,976人，死傷者共計15,228人。死者中，屬於內地（日本）人者有8人，來自中華民國者有17人，其餘則皆為臺灣本島人。

### 建築受損
災後針對「家屋」受損的統計顯示地震共造成住家全壞17,927戶、半壞11,446戶、大破9,836戶、小破15,583戶。合計受害共54,792戶。非住家方面則有6,893棟損壞。至於公共建物如學校與廟宇、公司等，則有共153棟全壞、64棟半壞。其中含學校25棟全壞、10棟半壞；街庄役場也有6棟全壞。

### 宗教設施受損

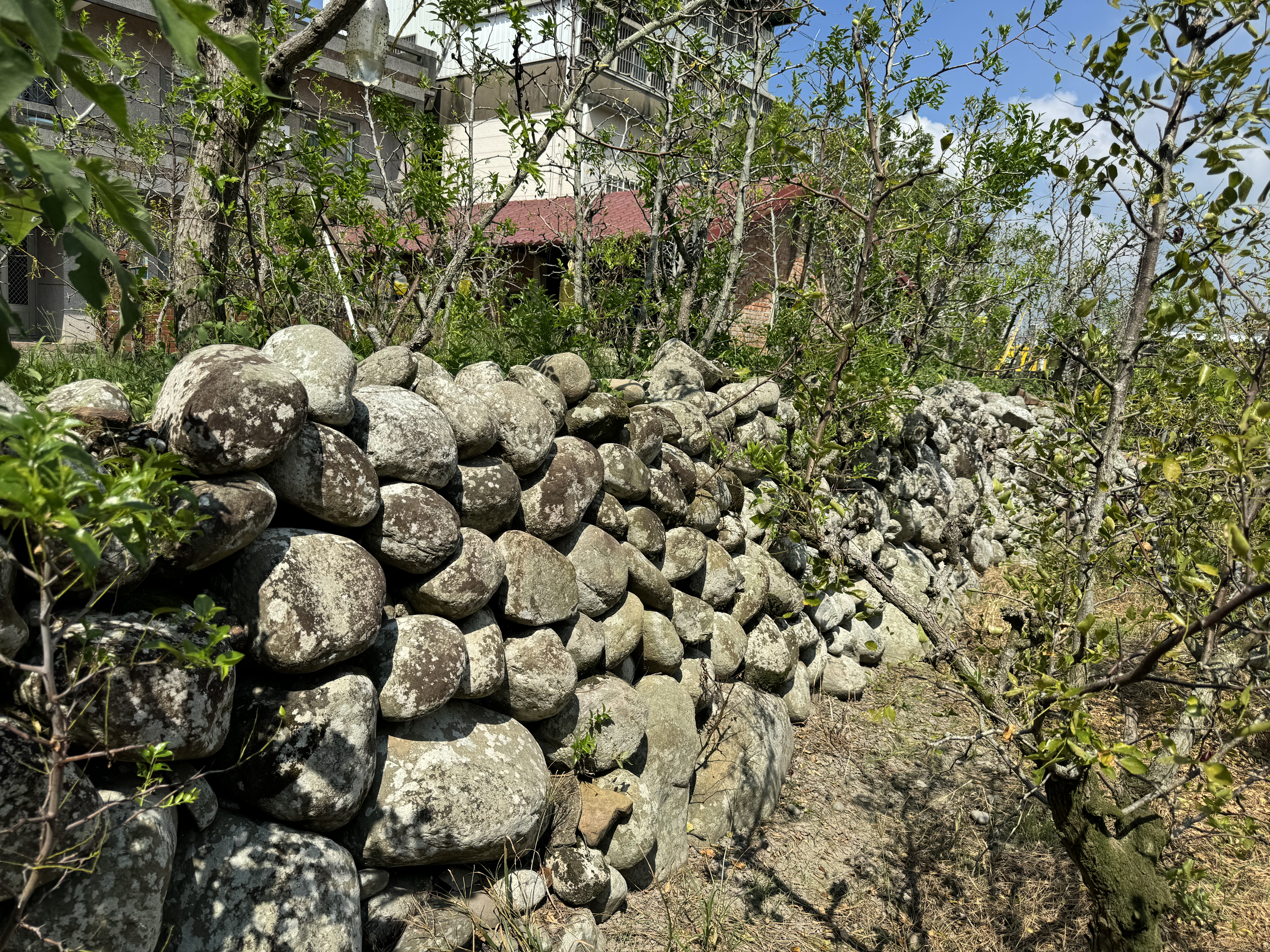
石圍牆遺址

1935年4月21日關刀山地震，苗栗的獅頭山勸化堂、開善寺、輔天宮、南庄永昌宮、三灣五穀宮、小南埔崇聖宮、頭份義民廟、竹南中港媽祖廟等倒毀，因本次大地震使苗栗山區所遺留古屋甚少。

### 工商業損失
商家方面，新竹州各地損失共計約1,316,362圓、臺中州約63,478圓。製帽業在新竹州的損失約40,566圓、在臺中州約15,680圓。茶業方面，包括品質下降在內，共損失約783,425圓。蠶業損失則包括蠶室約33,965圓與蠶具約19,125圓。製糖業損失換算金額約270,000圓。此外，產業組合、礦產、保險會社等部門也有所損失。

### 交通
縱貫線與臺中線的鐵路線、橋梁與隧道皆有損壞，並導致列車停駛。大安驛（今泰安車站）木造站房毀損，其中包括后里與大安間的隧道崩塌。縱貫道路約有10處損壞，損失金額估計1,495圓；同時橋梁13處受損，估計損失13,599圓。
位於大安溪處的大安溪鐵橋受震災波及，導致橋樑、鐵軌損毀至鉅，橋墩也被震損停用直至1938年修復完成。（p. 300）。位於另位於苗栗郡三叉庄魚藤坪的魚藤坪橋則在震災中發生崩塌，基礎牆體出現多條垂直裂縫與眾多細小龜裂，橋體裂隙縱橫交錯。由於原有磚拱橋結構本身不具抗震能力，且南北兩端均為急彎彎道，修復工程難度極高。因此，震災復興事務所決議放棄修復原橋，改於原址西側約80公尺處興建新橋，即今日的魚藤坪鐵橋。

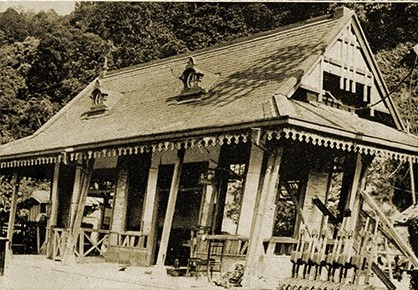
毀損的大安驛
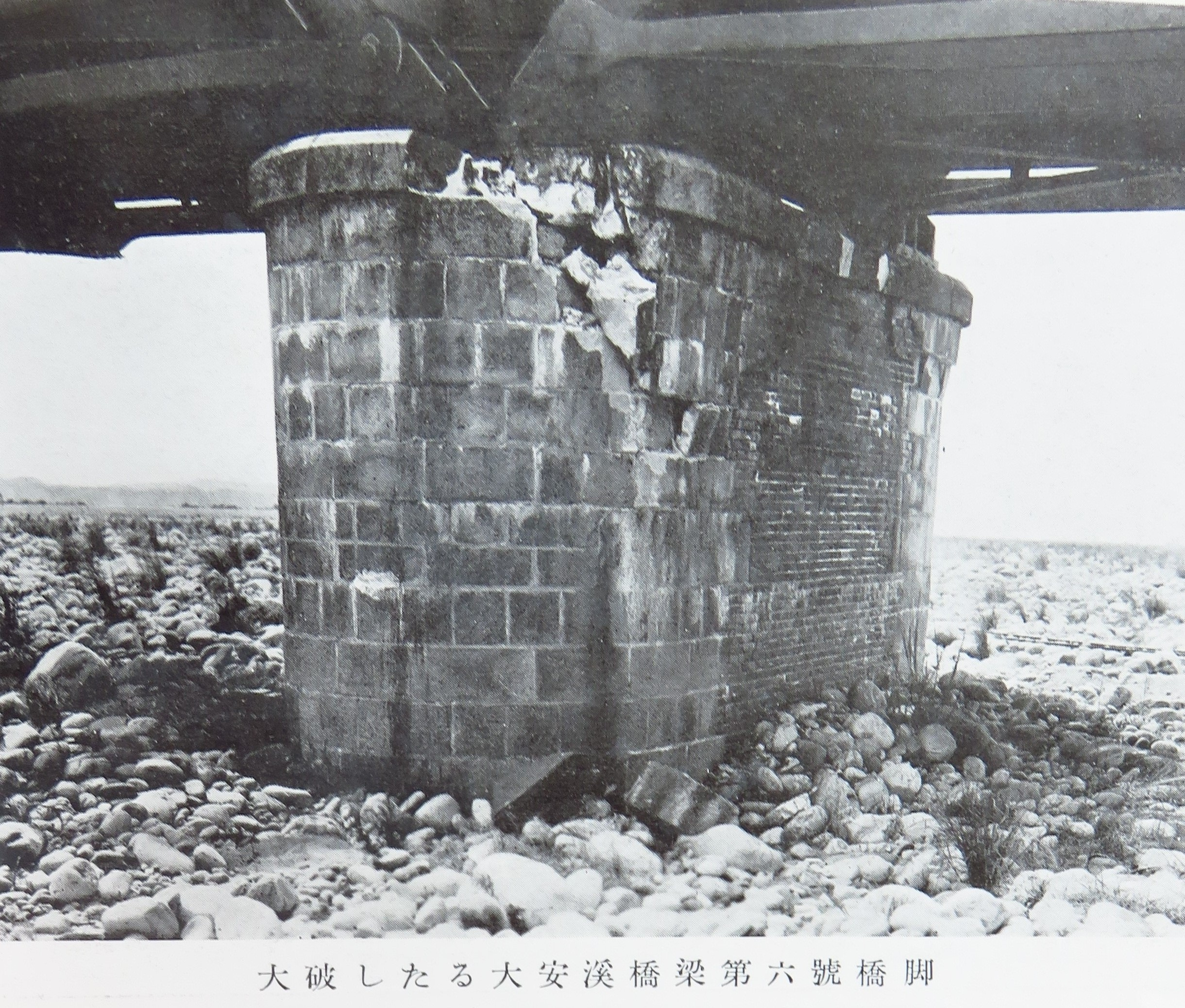
大安溪鐵橋橋墩破損
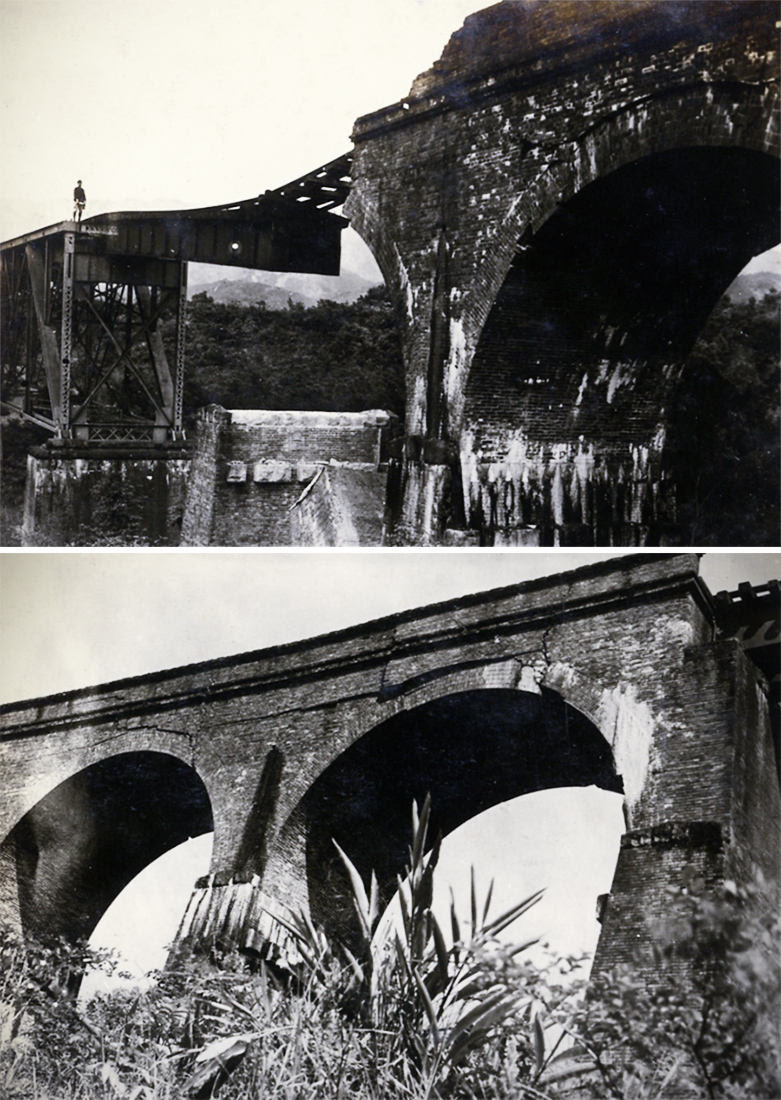
遭受地震破壞致紅磚拱圈龜裂的魚藤坪橋
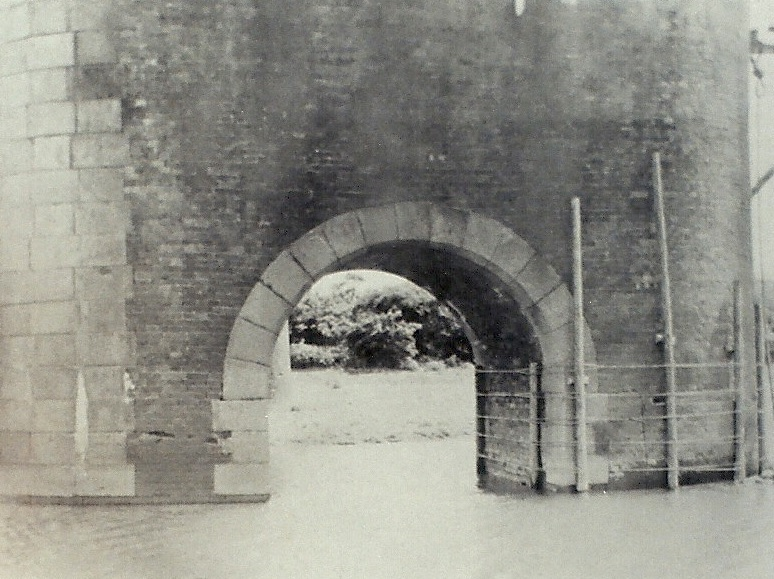
第一代後龍溪橋橋墩緊急補強
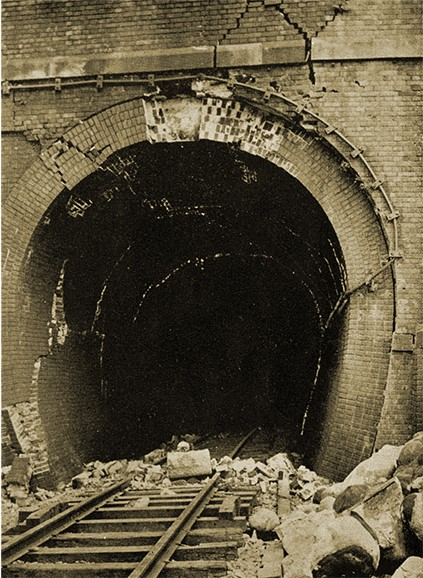
隧道崩毀概況
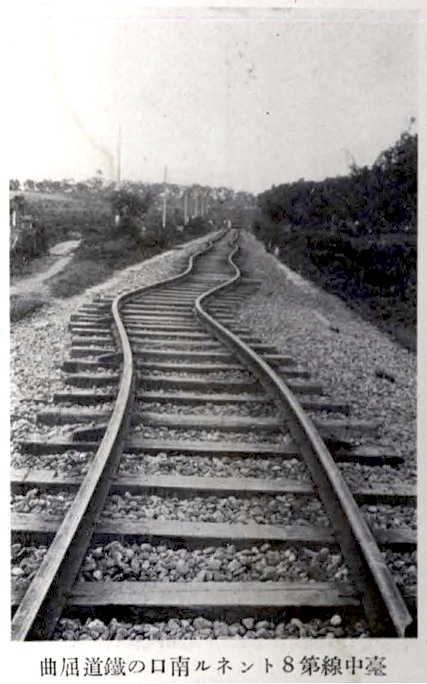
臺中線第8隧道口外的鐵道扭曲

## 救災

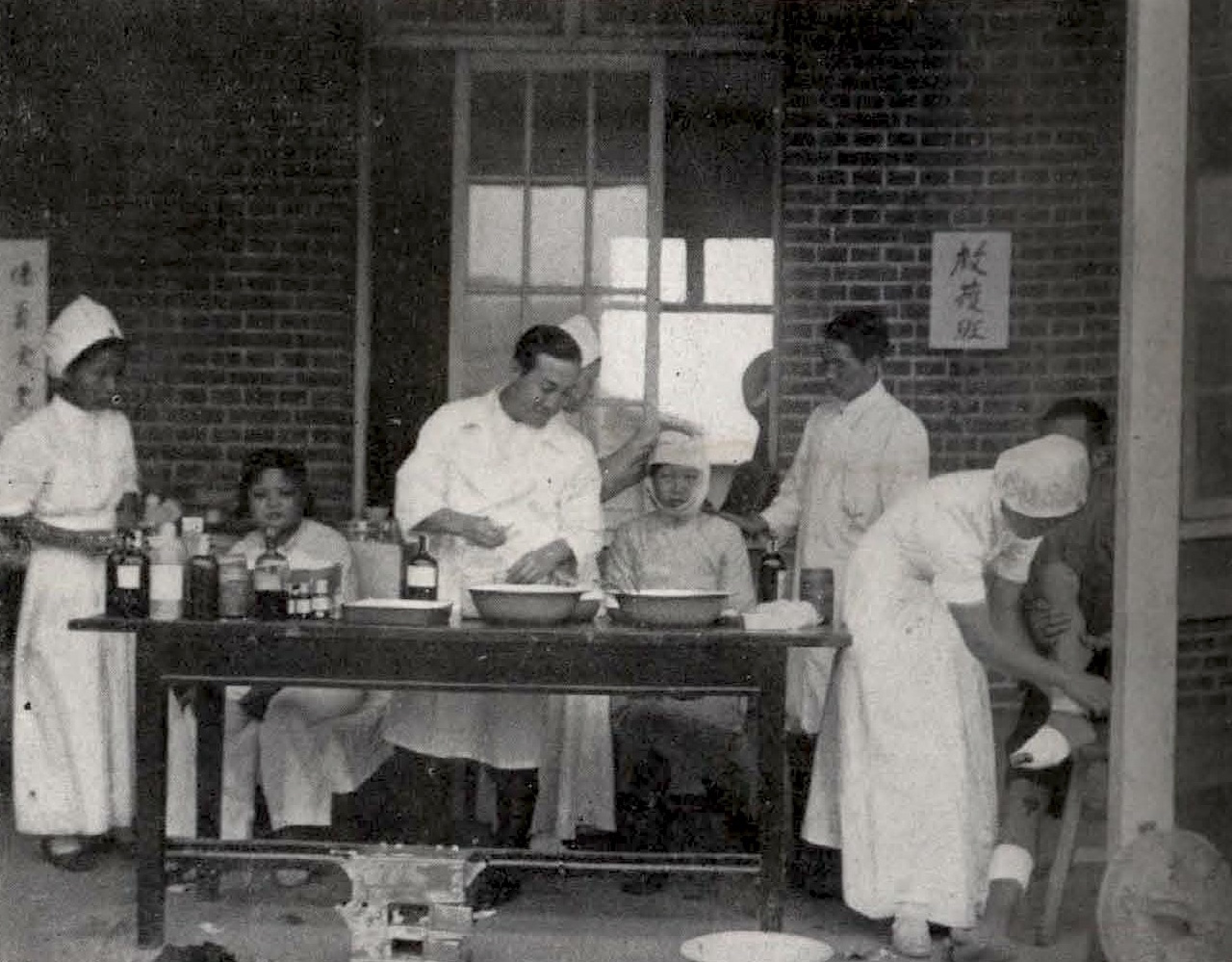
清水街的赤十字救護班。

總督府、臺灣各地的衛生機關，以及陸軍、海軍皆投入震災救護，同時飛行第8戰隊也受命執行飛行偵察。一些公私立團體，如赤十字社的本部與臺灣支部等，也在震災後成立救護班。另外，還有地方上消防組、壯丁團、保甲、青年團、在鄉軍人、方面委員等參與救難。

## 捐款
至1936年3月31日止，賑災所收受的義捐金含利息共有1,747,821.2圓（當時的日圓）。其中包括臺灣島內機構，以及來自滿洲國、中國、南洋、印度、歐洲、北美、南美等國外地區；和來自日本本土各地的援助，其中東京府共捐有539,885.38圓。昭和天皇亦取出私金十萬円賑恤災民。

## 餘震
主震後30日間之餘震計180次，有感餘震計65次。
- 4月21日午前6時26分，中港溪中游三灣附近
- 5月5日午前7時2分，後龍溪中游公館附近
- 5月30日午前3時43分，大肚溪中游
- 6月7日午前10時51分，梧棲附近
- 7月17日午前0時19分，發生於竹南、苗栗後龍溪河口附近，芮氏規模6.0，除苗栗郡罹難12人、受傷170人及竹南郡罹難32人、受傷222人外，其他地區並未發生傷亡事件。

## 影響

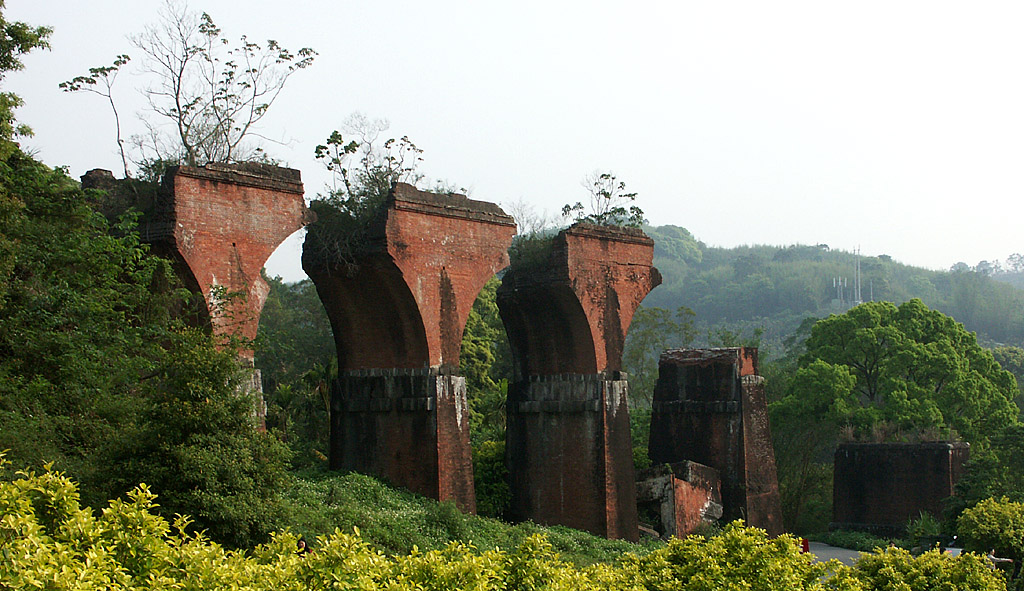
縱貫線「魚藤坪橋」在震後，成了魚藤坪斷橋，2003年列為古蹟保存

該次地震震毀了最後一任岸裡社總通事潘永安的宅第（今台中市豐原區），發現一批乾隆年間的社務文書，史稱《岸裡文書》。
地震之後，臺灣更重視地震與氣象觀測，為此添購更多的地震儀器，並增設測候所觀測餘震，促使臺灣在地震測報技術上有長足的進步。

## 震災紀念碑
目前，苗栗縣境內仍保存7座紀念碑、臺中市仍保存四座，分別為下列名單：
苗栗縣
- 大湖震災紀念塔
- 大震災石圍牆庄殉難紀念碑
- 大坑村震災紀念碑
- 大震災大河底慰靈碑
- 銅鑼國小震災遭難者慰靈碑
- 大震災銅鑼庄遭難者慰靈碑
- 大震災獅潭庄殉難者慰靈碑

臺中市
- 清水街震災紀念碑
- 臺中線震災復興紀念碑
- 大震災內埔庄殉難者追悼碑
- 大震災神岡庄殉難者追悼碑

## 外部連結
- 1935年新竹-臺中地震（繁體中文）
- 鉱物及地質調査報告 第4号 大安渓地震調査報告（页面存档备份，存于）（日語）
- 塵封的裂痕－歷史地震第四講，鄭世楠，1935年新竹台中地震暨921集集地震15周年研討會